# Clathurella
Clathurella é um gênero de gastrópodes pertencente a família Clathurellidae.

## Espécies
- Clathurella aubryana (Hervier, 1896)
- Clathurella canfieldi Dall, 1871
- Clathurella capaniola (Dall, 1919)[2]
- Clathurella clarocincta (Boettger, 1895) [3]
- Clathurella colombi Stahlschmidt, Poppe & Tagaro, 2018
- Clathurella crassilirata E. A. Smith, 1904
- Clathurella eversoni Tippett, 1995[4]
- Clathurella extenuata (Dall, 1927)[5]
- Clathurella fuscobasis Rehder, 1980[6]
- Clathurella grayi (Reeve, 1845)
- Clathurella horneana (E. A. Smith, 1884)
- Clathurella leucostigmata (Hervier, 1896)
- Clathurella perdecorata (Dall, 1927)[7]
- Clathurella peristernioides (Schepman, 1913)
- Clathurella pertabulata (Sturany, 1903)
- †Clathurella pierreaimei Ceulemans, Van Dingenen & Landau, 2018
- Clathurella polignaci Lamy, 1923 (taxon inquirendum)
- Clathurella ponsonbyi (G. B. Sowerby III, 1892) (taxon inquirendum)
- Clathurella rava (Hinds, 1843)[8]
- Clathurella rogersi Melvill & Standen, 1896 (taxon inquirendum)
- Clathurella salarium P. Fischer in Locard, 1897[9] (taxon inquirendum)
- Clathurella squarrosa Hervier, 1897 (taxon inquirendum)
- Clathurella subquadrata (E. A. Smith, 1888)
- Clathurella verrucosa Stahlschmidt, Poppe & Tagaro, 2018

Espécies trazidas para a sinonímia
- †Clathurella abnormis W.F. Hutton, 1885: sinônimo de †Antiguraleus abnormis (Hutton, 1885)
- Clathurella albifuniculata (Reeve, 1846): sinônimo de Kermia albifuniculata (Reeve, 1846)
- Clathurella albovirgulata (Souverbie, 1860): sinônimo de Asperdaphne albovirgulata (Souverbie, 1860)
- Clathurella clathra Lesson, 1842:[10] sinônimo de Muricodrupa fenestrata (Blainville, 1832)
- Clathurella conradiana Gabb, 1869:[11] sinônimo de Crockerella conradiana (Gabb, 1869) (combinação original)
- Clathurella crassilirata Hervier, 1897: sinônimo de Pseudodaphnella crasselirata (Hervier, 1897) (combinação original)
- Clathurella enginaeformis G. & H. Nevill, 1875: sinônimo de Rahitoma enginaeformis (G. & H. Nevill, 1875)
- Clathurella epidelia Duclos in Chenu, 1848:[12] sinônimo de Maculotriton serriale (Deshayes, 1834)
- Clathurella irretita Hedley, 1899: sinônimo de Kermia irretita (Hedley, 1899)
- Clathurella maryae McLean & Poorman, 1971:[13] sinônimo de Etrema maryae (McLean & Poorman, 1971)
- Clathurella pulicaris Lesson, 1842:[14] sinônimo de Maculotriton serriale (Deshayes, 1834)
- Clathurella rigida (Hinds, 1843):[15] sinônimo de Lienardia rigida (Hinds, 1843)
- Clathurella tessellata:[16] sinônimo de Kermia tessellata (Hinds, 1843)